# Chiesa di San Carlo Borromeo (Zentralfriedhof)
La chiesa di Chiesa di San Carlo Borromeo è una chiesa cattolica situata a Vienna, nello Zentralfriedhof nell'11º distretto, Simmering.

L'interno

Al centro del cimitero centrale viennese, in fondo al viale centrale, sorge la chiesa, mirabile esempio di Art Nouveau. Essa fu costruita come chiesa della sezione cristiana tra il 1910 ed il 1911 su progetto dell'architetto Max Hegele, che aveva curato la risistemazione del tessuto urbano del centro di Vienna. Durante la seconda guerra mondiale, la chiesa, comunemente chiamata Kapellenhof, ha subito varie disgrazie: le sue campane sono state fuse per scopi militari, la sua cupola è stata distrutta completamente da un incendio causato da una bomba, che danneggiò anche i mosaici interni e che mandò in frantumi la bellissima vetrata della Risurrezione di Lazzaro.
Attualmente l'imponente edificio, simbolo dell'arte e dell'architettura liberty d'oltralpe, si presenta con una pianta a croce latina, i cui bracci si intersecano nell'ottagono centrale coperto dalla cupola e decorato dai mosaici dei Quattro Evangelisti, riportati all'antico splendore dai restauri del 2000.